# Jing Fang
Dans ce nom chinois, le nom de famille, Jing, précède le nom personnel Fang.
Jing Fang (chinois : 京房 ; pinyin : Jīng Fáng ; Wade : Ching Fang, 78-37 av. J.-C.), né Li Fang (李房), nom de courtoisie Junming (君明), est né dans la ville actuelle de Puyang dans le Henan durant la dynastie Han (-202 à 220). Il était un théoricien de la musique, mathématicien et astrologue chinois.

## Yijing
L'historien Ban Gu (32-92) a écrit que Jing Fang était un expert pour faire des prédictions à partir des hexagrammes du Yijing. Un livre sur la divination Yijing qui lui est attribué décrit la méthode najia d'interprétation des hexagrammes, qui met en corrélation leurs lignes séparées avec les éléments du calendrier lunaire chinois.

## Théorie de la musique
Selon l'historien du IIIe siècle Sima Biao, Jing Fang a été nommé en tant que fonctionnaire à l'agence de musique sous l'empereur Yuan des Han.
Jing Fang était le premier à noter à quel point une succession de 53 quintes s'approche de 31 octaves. Il arrive à cette conclusion après avoir appris à calculer le comma pythagoricien entre 12 quintes et 7 octaves et en étendant cette méthode au quintuple jusqu'à une échelle de 60 quintes, trouvant ainsi qu'après 53 nouvelles valeurs le son devient près proche des tons déjà calculés.
Il a accompli ce calcul en commençant par une valeur de départ relativement grande ({\displaystyle 3^{11}=177147}), qui peut être facilement divisée par trois, et a ensuite calculé les valeurs relatives des tons successifs en suivant la méthode suivante :
1. Diviser la valeur par trois : {\displaystyle 177147/3=59049}
2. Ajouter cette valeur à la valeur d'origine : {\displaystyle 177147+59049=226196}
3. La nouvelle valeur est maintenant égale à {\displaystyle 4/3} de la valeur originale, ou une quarte, qui est équivalente à une quinte inversée de l'octave. (Alternativement, il soustrait {\displaystyle 1/3} de l'intervalle, équivalent à une quinte de moins, afin de garder toutes les valeurs plus grandes que 177147, ou plus petite que 354294, son double, gardant ainsi les valeurs dans un intervalle d'une octave)
4. Procéder de la même façon avec la nouvelle valeur pour générer le ton suivant. À répéter jusqu'à ce que tous les tons soient générés.

Pour effectuer un calcul exact, une précision de 26 chiffres après la virgule est nécessaire. Au lieu de cela, son calcul s'est basé sur une précision à 6 chiffres après la virgule.
Cette valeur sera calculée plus précisément par Nicolaus Mercator au XVIIe siècle (voir Tempérament à 53 intervalles égaux (ou de Holder)).

## Astronomie
Il était également un partisan de la théorie selon laquelle la lumière émise par la lune (vue depuis la Terre) est simplement une réflexion des rayons du soleil. Elle est connue sous le nom de théorie d'influence rayonnante dans l'ancienne Chine, qui affirme que la lumière de la lune n'est qu'une réflexion du soleil et que les corps célestes sont sphériques. Cette théorie précise est rejetée par le philosophe Wang Chong (27-97).
Jing Fang affirme : « La lune et les planètes sont Yin ; elles ont des formes mais pas de lumière.  Il la reçoivent uniquement quand le soleil les illumine. Les anciens maîtres ont considéré le soleil comme étant rond comme une balle d’arbalète et ils ont pensé que la lune avait une nature de miroir. Certains d'entre eux ont reconnu est une balle également. Les parties de la lune que le soleil illumine sont brillantes, les parties qui ne le sont pas restent sombres. »

## Décès
Il est connu que Jing Fang a été exécuté par décapitation sur la place du marché en 37 av. J.-C., sur les ordres de l'empereur après qu'il a été victime de fausses accusations d'atteinte à la loi.